# ورنان استیل
ورنان استیل (انگلیسی: Vernon Steele؛ ‏ ۱۸ سپتامبر ۱۸۸۲ – ۲۳ ژوئیهٔ ۱۹۵۵) بازیگر اهل بریتانیا بود. او بیشتر نقش مردان جوان پاتریسی را در فیلم‌ها ایفا می‌کرد.
از فیلم‌هایی که وی در آن نقش داشته‌است، می‌توان به خانم مینی‌ور، مادام بوواری، کاپیتان بلاد، آنان قابل چشم‌پوشی بودند، لویدز لندن، ژان دارک و بانی اسکاتلند اشاره کرد.